# Chelokhovskaïa
Chelokhovskaïa (en russe : Шелоховская) est un village du raïon de Kargopol, oblast d'Arkhangelsk en Russie. Il fait partie du territoire municipal de peuplement de Prioziornoe au nord de la ville de Kargopol. Deux églises en bois dédiées l'une à la Présentation de Jésus au Temple (en russe : Sretenski) et l'autre à l'Archange Mikhaïl sont situées dans ce village.

## Population
La population du village s'élevait à 521 habitants selon les données du recensement de 2010 en Russie. En 2012, elle s'élevait à 560 habitants.

## Curiosités
Les deux églises sont situées sur la rive gauche de l'Onega à 200 mètres du fleuve. L'église de l'Archange Mikhaïl date de 1715 et l'église Sretenski (Présentation de Jésus-au-Temple) est plus tardive. Le toit en forme de cube ne se retrouve que dans cette région le long du fleuve Onega et sur les rives de la mer Blanche. Au sommet du toit en cube se retrouvent les traditionnelles coupoles au nombre de cinq. 
L'église Sretenski présente un toit en forme de casque dominé par un petit dôme en bulbe.

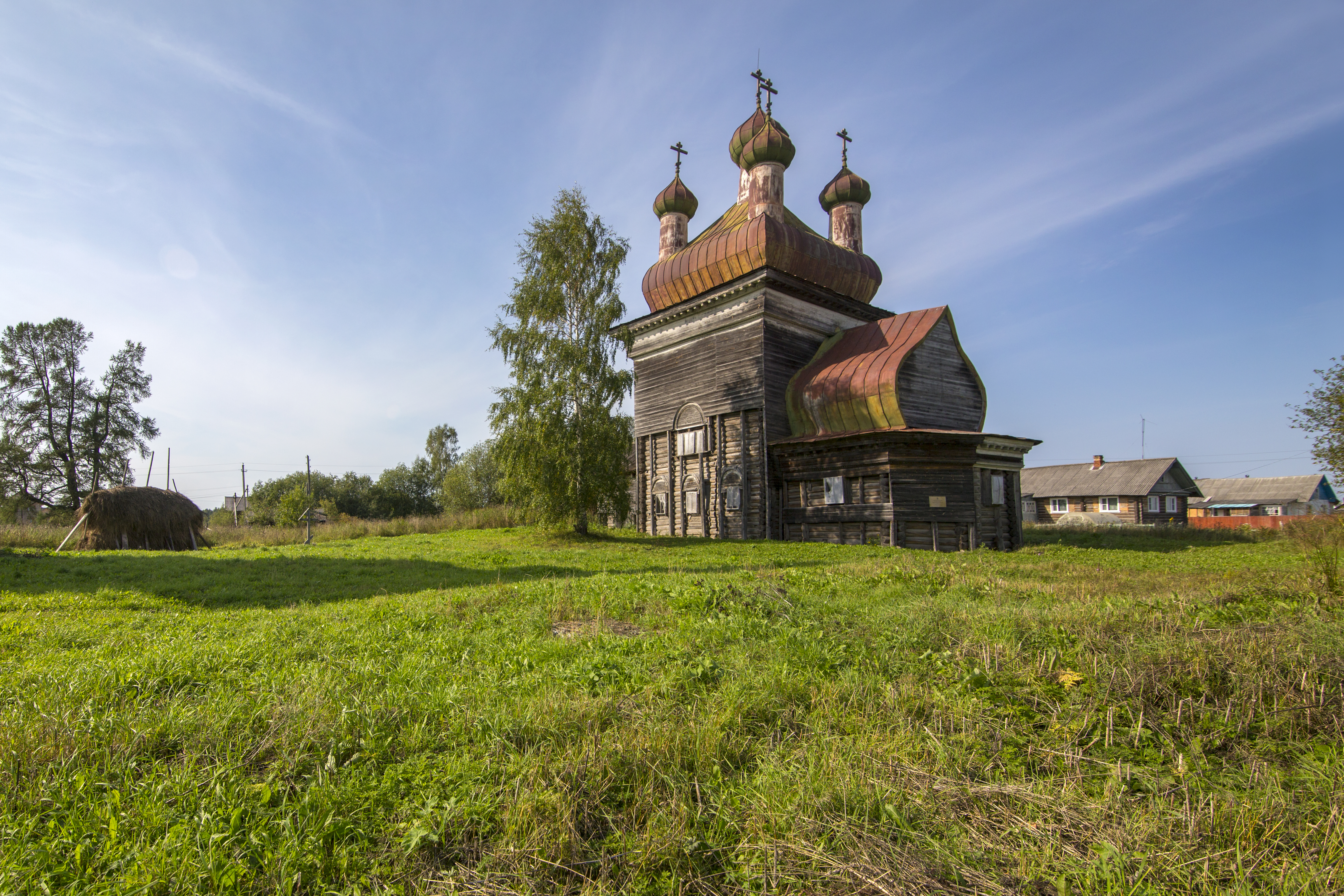
Église dédiée à l'Archange Mikhaïl
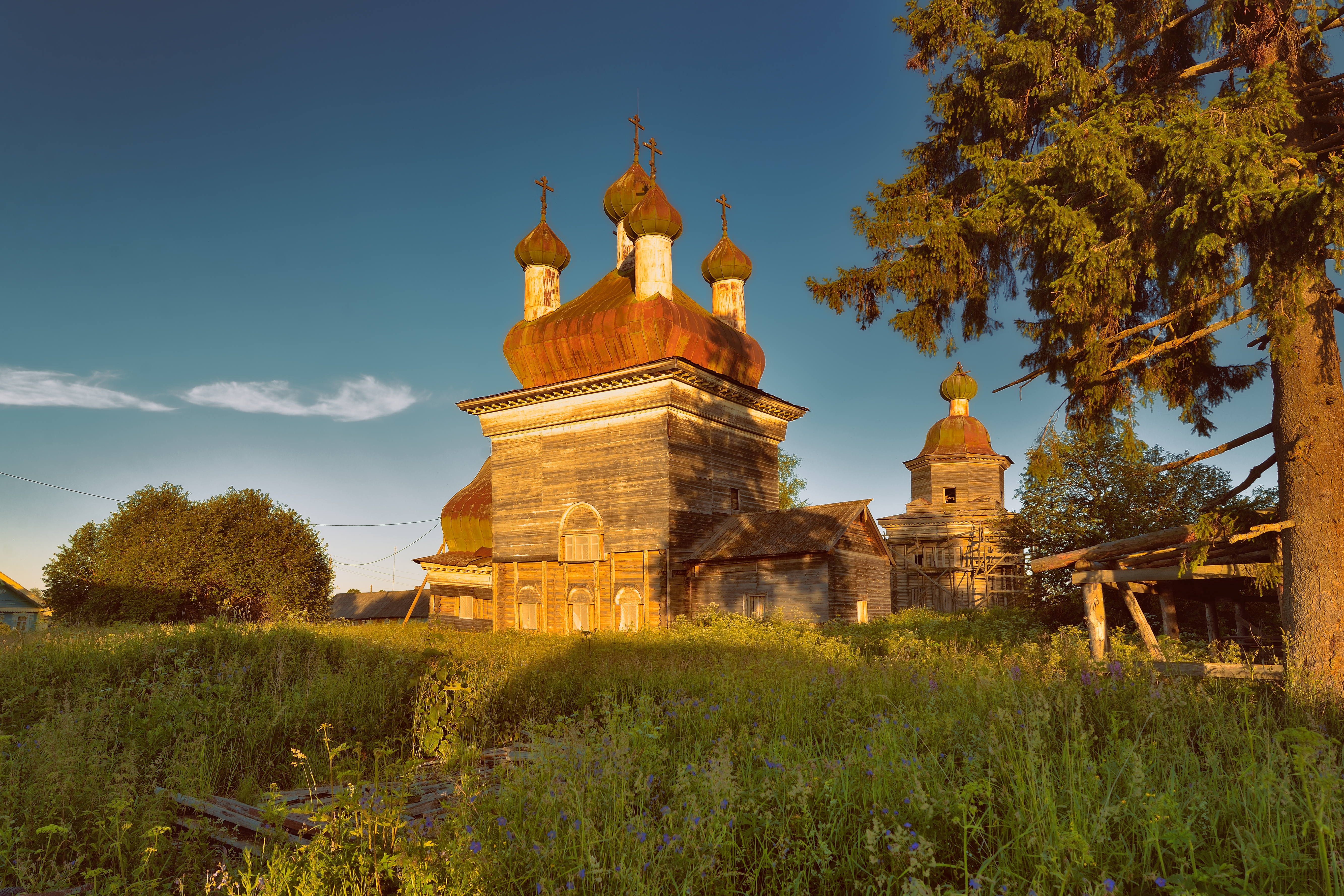
Coucher de soleil sur l'église de l'Archange Mikhaïl
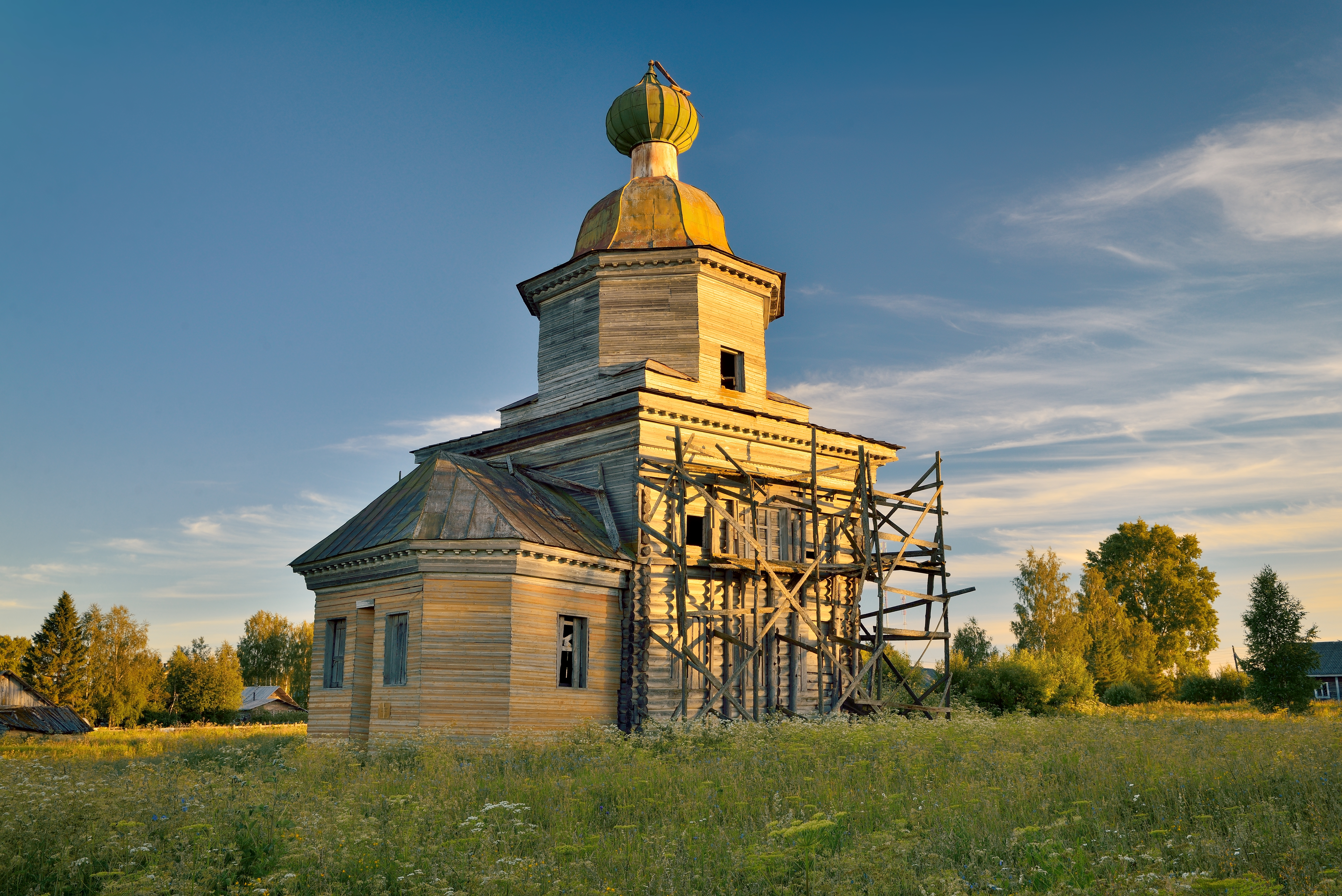
Église Sretenski ( Présentation de Jésus au Temple)